# ダンベイキサゴ
ダンベイキサゴ（團平喜佐古）、学名 Umbonium giganteum は、古腹足目ニシキウズガイ科に分類される巻貝の一種。本州・四国・九州の沿岸砂底に生息し、食用に漁獲もされている。漁獲地近辺ではナガラミ、キシャゴなど多くの地方名がある。
成貝は殻幅40mmほどでキサゴより大きく、日本産キサゴ類では最大種である。貝殻は中央部が低く盛り上がった饅頭形をしている。外側に細い螺溝があるが、上面は溝などがなくツルツルしていて光沢がある。寿命は5年以上と考えられる。産卵期は4 - 6月、11 - 1月である。
殻の色は青灰色で、縫合（巻きの繋ぎ目）に沿って藍色斑が並ぶパターンが多く、キサゴやイボキサゴに比べると個体変異が少ない。殻底には他のキサゴ類と同様に滑層が広がるが、キサゴやイボキサゴは赤い部分が多いのに対し、本種では灰色や白の部分が多い。
男鹿半島・鹿島灘から九州南部までの沿岸に分布する。外洋に面した砂浜に生息するが、キサゴやイボキサゴが波打ち際からいるのに対し、本種はやや沖合いの水深5-30mほどの砂底に多い。半ば砂に埋まりながらブルドーザーのように砂底を這い、デトリタスや藻類などを濾過摂食する。休息する時は殻が隠れる程度に砂に潜る。人間以外の敵はガザミなどのカニ類がいる。
分布域では九十九里浜・相模湾・駿河湾・浜名湖など各地で食用に漁獲される。生産量は少なく、ほとんどが地場で消費される。漁獲期は初夏で、軽く茹でてショウガ醤油に浸すなどの料理がある。酒肴や副菜などに用いられる。